# Бајано (Перуђа)
Бајано је насеље у Италији у округу Перуђа, региону Умбрија.
Према процени из 2011. у насељу је живело 106 становника. Насеље се налази на надморској висини од 384 м.